# Deichverband
Deichverbände sind korporative Träger des Küstenschutzes an der (deutschen) Nordseeküste oder des Hochwasserschutzes an deutschen Flüssen. Deichverbände sind Wasserverbände mit der Spezialaufgabe Hochwasserschutz, oft kombiniert mit anderen wasserwirtschaftlichen Aufgaben, wie z. B. Gewässerunterhaltung oder Schöpfwerksbetrieb. Viele Wasser- und Bodenverbände blicken auf eine lange Geschichte zurück.
In Deutschland sind sie Körperschaften des öffentlichen Rechts, genauer gesagt eine Selbstverwaltungskörperschaft (Preußisches Wassergesetz vom 7. April 1913 und der Ersten Wasserverbandsverordnung von 3. September 1937), siehe auch Gesetz über Wasser- und Bodenverbände (Wasserverbandsgesetz) vom 10. Februar 1937.

## Bezeichnungen
An der schleswig-holsteinischen Nordseeküste (Nordfriesland und Dithmarschen) heißen diese Verbände seit 1941 größtenteils Deich- und (Haupt-) Sielverband, zwischen Elbe und Weser Deichverband, im Oldenburgischen Deichband und in Ostfriesland Deichacht.
In ländlichen Gebieten heißen die Vorsitzenden aus alter Tradition Deichgraf oder Deichgräfe und gehören damit zu den nichtadeligen Grafen.

## Historischer Ursprung
Urformen waren wohl die Dorfgemeinschaft oder eine Anliegergenossenschaft. Es gab und gibt auch Bezirks- oder Regionalgenossenschaften sowie auch Deichgilden. Vermutlich war seit jeher jeder Nutznießer der Genossenschaftsarbeit zugleich Zwangsmitglied.
Aus landschaftlichen Bedingungen ergaben sich unterschiedliche Schutzbedürfnisse. Niederungen brauchten den Deichbau als Schutz vor Außenhochwasser. Höhere Lagen brauchten den speziellen Graben- und Sielbau als Schutz vor Binnenhochwasser. Diese unterschiedlichen Interessen und Aufgaben führten zur Teilung in Deichverbände und Sielverbände. Man unterschied Deichverbände, Verbände mit natürlicher Entwässerung, Verbände mit künstlicher Entwässerung und Bewässerungsverbände. Hinzu kamen diverse spezielle Verbände, wie z. B. Mühlen- und Pumpenverbände.
Diese wasserwirtschaftlichen Verbände waren und sind Teil der Landeskultur. Teils dienten sie auch der Landgewinnung bzw. der Urbarmachung von Gebieten. Der Schutz von Landflächen vor Sturmfluten und Binnenhochwasser machte viele Gebiete erst bewohnbar. Die Deichverbände waren Eigentümer der Deichgrundstücke, die sie zur Nutzung an einzelne Siedler vergeben konnten (Stavenrecht), denen damit zugleich die Deich- und Wegeunterhaltungspflichten oblagen. So konnten dort Dörfer und Städte entstehen. Gleichwohl gab es immer wieder Sturmfluten, die Deiche durchbrachen.
Die Verbände erfüllen ihre Aufgaben inzwischen gemeinnützig im weitesten Sinne, unter spezieller Einbeziehung des Umweltschutzes.

## Organisation
In der Urform waren diese Verbände lose Interessengemeinschaften. Erst das zunehmende Gemeinschaftsinteresse führte zu verbandsartigen, selbstverwalteten Zusammenschlüssen in zunächst nur freiwilliger, aber schon bald zwangsweiser Mitgliedschaft. Die Mitgliedschaft orientierte sich dann, bis heute andauernd, an den Schutzinteressen der jeweiligen Mitglieder. Das verdeutlicht ein übersetztes Zitat aus dem Sachsenspiegel (Rechtsbuch 13. Jahrhundert):
Dörfer, die am Wasser liegen und einen Deich haben, sollen ihren Teil des Deiches instand halten. Kommt aber die Flut und bricht den Deich, dann sind alle Anlieger zur Mitarbeit bei der Wiederherstellung verpflichtet. Wer seinen Beitrag nicht leistet, hat das Recht an seinem Eigentum hinter dem Deich verwirkt.
Karl der Große hat zu seiner Zeit die vielen uneinheitlichen Rechtsformen, in denen die Verbände organisiert waren, sammeln und in der Lex Frisionum zusammentragen lassen. Auch danach bestanden in den verschiedensten Herrschaftsgebieten und Herrschaftsformen viele verschiedene Rechtsformen fort, denen allein die Zielsetzung gemeinsam war; siehe z. B. Spadelandsrecht. Erst mit dem Beginn des 19. Jahrhunderts gelang es langfristig, bis weit in das 20. Jahrhundert hinein, einheitliche Rechtsformen zu finden. In dieser Zeit waren die Verbände oft noch in der Rechtsform einer Genossenschaft organisiert, so etwa bei der Meliorationsgenossenschaft Bruchhausen-Syke-Thedinghausen. Heute richtet sich die Organisation nach den allgemeinen Regeln für Wasser- und Bodenverbände, die von dem jeweiligen Bundesland vorgegeben werden. Dies gilt insbesondere für die Küstenländer Niedersachsen, Schleswig-Holstein, Hamburg und die Freie Hansestadt Bremen. Deichverbände agieren oder agierten aber mancherorts in einem juristisch unklaren Umfeld.
Ein Dezernat in Nordrhein-Westfalen schrieb am 15. Mai 1990, zwei Tage nach der NRW-Landtagswahl und 26 Monate nach dem großen Rheinhochwasser 1988 in einem Lagebericht zur damaligen Organisation des Hochwasserschutzes am Niederrhein:

„Bau, Unterhaltung und Verteidigung der Rheindeiche sind bisher heterogen organisiert, sei es durch Kommunen, Deichverbände mit dinglicher Mitgliedschaft oder Deichverbände mit korporativer Mitgliedschaft. Dabei dominieren im Ballungsgebiet zwischen der
Grenze zur Bezirksregierung Köln und der nördlichen Stadtgrenze Duisburg Kommunen und Verbände mit kommunaler Mitgliedschaft ohne
Kosten für die begünstigten Bürger, stromab Verbände mit dinglicher Mitgliedschaft mit Kostenumlegung, aber auch ohne Rücklagen. Ca. 150 km Rheindeiche sind sanierungsbedürftig. Das Land finanziert Deichbauten und -sanierungen mit bis zu 80 %.“

Eckhard Uhlenberg (CDU), von Herbst 2005 bis zur Landtagswahl NRW 2010 Umweltminister des Landes NRW, konstatierte:

„Die Pflicht zum Hochwasserschutz ist in Nordrhein-Westfalen nicht gesetzlich geregelt! Sie sind weder dem Land, noch den Kommunen, noch Einzelnen zugewiesen. Auf freiwilliger Basis können sich betroffene Bürger in Wasserverbände (Deichverbände) zusammenschließen und sich eine Satzung geben.“

## Sonstiges

### Fachbegriffe
Einige (Fach-)Begriffe im Zusammenhang mit Deichverbänden und ihren Gremien sind historisch überkommen und klingen eigentümlich, weil sie heute nicht mehr bekannt sind.
Ein Deichverband besteht in der Regel aus verschiedenen Gremien:
Mitgliederversammlung:
Versammlung der Verbandsmitglieder. Sie hat keine unmittelbare Beschlusskompetenz. Sie wählt den Verbandsausschuss bzw. Erbentag.
Verbandsausschuss / Erbentag:
Parlamentarisches Gremium, höchstes Beschlussorgan; regelt die Grundzüge der Arbeit.
Deichstuhl:
Verbandsvorstand. Er ist zuständig für die laufenden Geschäfte und die Verwaltung.
Deichgraf / Deichgräf / Deich-Hauptmann
In Ostfriesland: Oberdeichrichter
Vorsteher und Repräsentant des Verbandes.
Heimrat
Vorstandsmitglied, das oft einen Teil bzw. Bezirk des Verbandsgebietes betreut und vertritt.
Der Verband gibt sich eine Satzung, die Einzelheiten der Organisation und Struktur festlegt.

### Daseinsvorsorge – Aufgabe der Gebietskörperschaften
Hochwasserschutz (geplant u. a. in Hochwasserschutzkonzepten) ist im Rahmen der Daseinsvorsorge eine wichtige Aufgabe aller Gebietskörperschaften im potentiellen Hochwasserbereich eines Gewässers. Sie erfordert in der Regel die Zusammenarbeit mehrerer Gebietskörperschaften. Als Beispiel sei der Hochwasserschutz am Niederrhein genannt. Der Rhein ab Bonn flussabwärts (Niederrhein) fließt durch so flaches Gelände, dass sein Umland durchgängig durch Deiche geschützt werden muss.
Zwischen Bonn und der Grenze zu den Niederlanden sind zwölf Gebietskörperschaften involviert:
- Kreis Kleve (links + rechts)
- Kreis Wesel (links + rechts)
- Duisburg (links + rechts)
- Krefeld (links)

- Rhein-Kreis Neuss (links), Düsseldorf (rechts), Kreis Mettmann (rechts)
- Köln (links und rechts), Leverkusen (rechts)
- Rhein-Erft-Kreis (links)
- Rhein-Sieg-Kreis (links und rechts)
- Bonn (links und rechts)

Sie gehören teils zum Regierungsbezirk Köln, teils zum Regierungsbezirk Düsseldorf. Zudem ist das Land NRW befasst. Es arbeitet unter anderem in der Internationalen Kommission zum Schutz des Rheins und in der deutsch-niederländischen Arbeitsgruppe Hochwasser mit.
Die Bezirksregierung Düsseldorf schreibt dazu auf ihrer Homepage:

„Die Rechtsaufsicht über die Wasserverbände ist im Wasserverbandsgesetz (WVG) geregelt. Diese Rechtsaufsicht für die Deichverbände am Rhein wurde der Bezirksregierung übertragen.“

„Mitglieder eines Verbandes sind gem. § 4 WVG i. d. R. alle Eigentümer von Grundstücken, die im Verbandsgebiet liegen (sog. dingliche Mitglieder). Mitglied eines Verbandes kann auch eine juristische Person des öffentlichen Rechts [...] sein [(als sog. korporatives Mitglied), z.B. eine Kommune oder ein Wasserverband (als Unterverband der Kommune).“

„Gründet sich ein Verband oder weitet er sein Verbandsgebiet aus, sind die Grundstückseigentümer, die von der Erledigung der Arbeit des Verbandes einen Vorteil haben, durch die Bezirksregierung förmlich zur Mitgliedschaft heranzuziehen. Dies ist auf Antrag oder auch zwangsweise möglich, um alle Vorteilhabenden zu erfassen und eine gerechte Lastenverteilung auf alle zu gewährleisten.“

„Das Verbandsgebiet eines Deichverbandes umfasst alle Grundstücke, die von der Aufgabenerledigung des Verbandes einen Vorteil haben. Dieser Vorteil kann z. B. darin liegen, dass das Grundstück vor Hochwasser geschützt wird oder dass das auf das Grundstück fallende Regenwasser schadlos in einen Graben und später in den Rhein abgeführt wird. Der Begriff des Vorteils ist hier sehr abstrakt zu verstehen.“

„Ein Deichverband finanziert sich größtenteils über Mitgliedsbeiträge. Daneben wird er durch staatliche Fördermittel (z. B. für die Sanierung oder den Bau einer Hochwasserschutzanlage oder die Gewässerunterhaltung) unterstützt.“